# Enlèvement d'Elizabeth Smart
Cet article concerne la victime d'enlèvement. Pour l'écrivain canadien, voir Elizabeth Smart.
L'enlèvement d'Elizabeth Smart, alors âgée de 14 ans, a été perpétré par Brian David Mitchell et sa compagne Wanda Illen Barzee dans la nuit du 4 au 5 juin 2002.

## Enlèvement
Dans la nuit du 4 au 5 juin 2002, Elizabeth Smart fut enlevée dans sa chambre par Mitchell, chambre qu'elle partageait avec sa sœur Mary Katherine, à Salt Lake City. Elle est retrouvée neuf mois plus tard, le 12 mars 2003 à Sandy, dans l'Utah, ayant été victime entre-temps de viols quotidiens ayant débuté le soir même du rapt de la part de Mitchell. Celui-ci voulait en faire sa seconde épouse. Il a été inspiré par des visions et aidé par sa compagne Wanda Barzee dans ses efforts pour attacher, droguer et menacer la victime, qui fut également contrainte à regarder des films pornographiques ; les ravisseurs se sont aussi déplacés entre l'Utah et la Californie.

## Enquête
Les enquêteurs n'avaient que peu d’indices, en dehors du témoignage de Mary Katherine, qui avait feint d’être endormie. Sans empreintes digitales ni ADN, ils avaient suspecté Richard Ricci, homme à tout faire des Smart pendant deux mois. Il avait été condamné à 10 ans de prison en 1982 pour tentative de meurtre sur un policier, et était depuis lors en liberté conditionnelle. Lors de son interpellation, il était en garde à vue pour plusieurs cambriolages. Après plusieurs semaines d'interrogatoire où il a toujours nié formellement tout lien avec l'enlèvement d'Elisabeth Smart, il meurt d'une hémorragie cérébrale. En 2004, sa veuve, Angela, obtient 150 000 US$ en dommages-intérêts de la part de l’Utah. Angela s'est suicidée le 18 décembre 2015 d'une surdose de médicament.
En octobre 2002, Mary Katherine déclare se rappeler la voix et le visage du ravisseur et qu'il s'agit d'un nommé « Emmanuel », sans-abri et prêcheur de rue que ses parents avaient employé pour de petits travaux. La police doute d'abord de ce témoignage, avant de faire un portrait-robot de cet individu, qui est diffusé sur America's Most Wanted et Larry King Live par John Walsh. Il est reconnu par son beau-frère comme étant Brian David Mitchell, il est dès lors recherché à l'aide cette fois d'une photo.
Un motocycliste reconnaît Elizabeth Smart, bien qu'elle soit déguisée d'un voile, d'une perruque et de lunettes de soleil. Il appelle la police, qui procède à l’arrestation du duo.
En 2006, Tom Smith, l'oncle paternel de la victime, publie In Plain Sight, livre rédigé avec l'aide de Lee Benson, dans lequel il raconte le déroulement de l’enquête.

## Coupables
Brian David Mitchell est un vagabond s'étant renommé « Emmanuel » et exerçant des petits boulots, par exemple pour la famille Smart, qui employait souvent des vagabonds, et qui a un lourd passé tant en domaine d'infractions sexuelles (exhibitionnisme sur une fillette de 8 ans en 1969,  ainsi qu'un diagnostic de pédophilie donné par des psychiatres après son arrestation) qu'en domaine d'instabilité mentale (atteint de délire messianique l'ayant mené à se renommer « Emmanuel » et dont le père avait aussi de tels délires).
Il est d'abord placé en observation psychiatrique par l’État de l'Utah et par le système judiciaire fédéral jusqu'au 1er mars 2010 afin de déterminer s'il est atteint de démence au moment des faits et s'il peut mentalement être jugé, avant d’être qualifié de « psychopathe manipulateur » apte à assister au procès sous médicaments par un psychiatre l'ayant examiné.
Le 10 décembre 2010 Mitchell est déclaré coupable et il est condamné le 25 mai 2011 à deux peines de réclusion criminelle à perpétuité pour les deux chefs d'accusation de viol et l'enlèvement envers Mlle Smart.
Wanda Illen Barzee plaide coupable le 16 novembre 2009 de complicité d'enlèvement après avoir passé un accord avec le parquet et est condamnée le 19 mai 2010 à 15 ans de réclusion criminelle, dont seront défalquées les sept années qu'elle a déjà passées en détention provisoire.
En 2016, Wanda Illen Barzee a atteint le terme de sa condamnation fédérale et est transférée au Département correctionnel de l'Utah pour y purger sa peine de prison prononcée par l'État de l'Utah. Elle a été libérée sur parole le 19 septembre 2018, avec obligation de soins et interdiction d'approcher la famille Smart.

## Victime

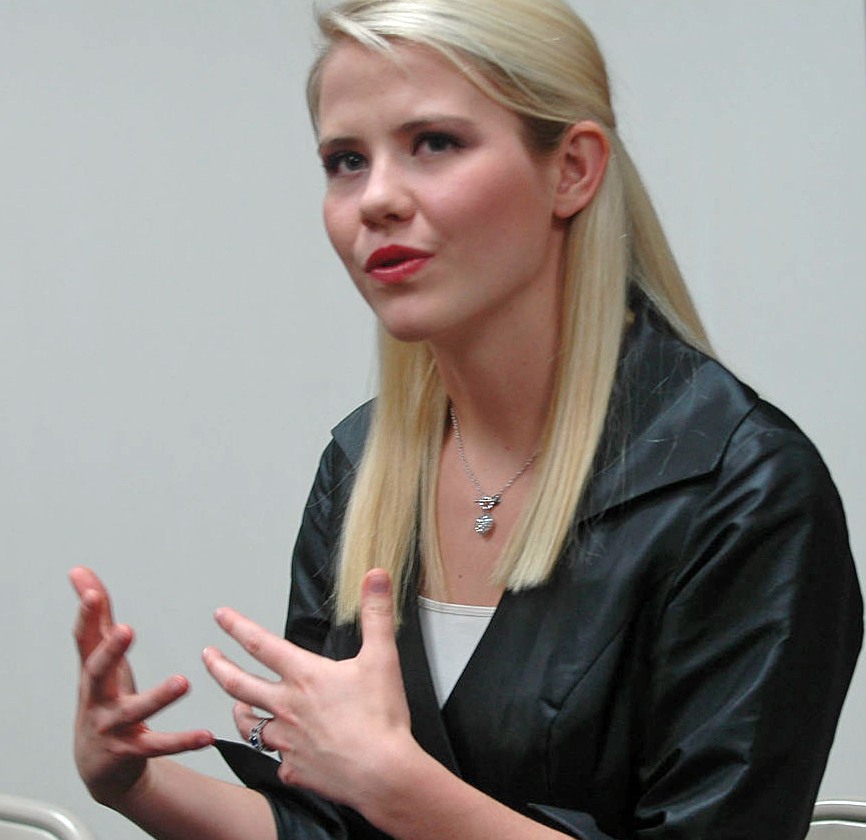
Discours d'Elizabeth Smart à Moberly, dans le Missouri, le 12 mars 2013.

Elizabeth Ann Smart est née à Salt Lake City d'Edward et Lois Smart, mormons, et est la seconde de six enfants ; elle a quatre frères et une sœur.
Elle fait des études de musique à l'université Brigham Young et s'y spécialise dans le maniement de la harpe.
Elle s'est exprimée et a agi à plusieurs reprises dans le domaine des disparitions d'enfants, intervenant devant le Congrès des États-Unis le 8 mars 2006 en faveur de l'Alerte AMBER, le 26 juillet 2006 également en faveur de l’Adam Walsh Act (en) et créant une fondation.
De novembre 2009 au printemps 2011, Smart va en mission en France, ne revenant que le temps de témoigner au procès ; elle y rencontre également l'Écossais Matthew Gilmour et se marie avec lui le 18 février 2012 au Temple de Lai Hawaii,. 
En 2013, elle décide de publier My Story, un livre sur son épreuve rédigé avec l'aide de Chris Stewart, auteur et homme politique, dans lequel elle fait des révélations inédites, incluant des occasions ratées de sauvetages,.
Elle est commentatrice de l'émission Good Morning America sur la chaîne ABC depuis 2011.

## Livre, cinéma
- Un étrange enlèvement, téléfilm de 2003
- Arrêtez-moi là, livre de 2011 (inspiré de la mésaventure de Richard Ricci dans cette affaire)
- Arrêtez-moi là, film français de 2016 (inspiré du livre)
- Elizabeth Smart, kidnappée à 14 ans (en) (I Am Elizabeth Smart), téléfilm de 2017